# Auckland Tuatara
Gli Auckland Tuatara sono una società cestistica avente sede ad Auckland, in Nuova Zelanda. Fondati in Tasmania, dopo vari tentativi di entrare nella NBL australiana vennero trasferiti a Auckland nel 2020. Nel 2022 hanno assunto l'attuale denominazione.
Giocano nella National Basketball League neozelandese.
Disputano le partite interne all'Eventfinda Stadium.